# Ада Баккер
Ада Баккер (нід. Ada Bakker; нар. 8 квітня 1948) — колишня нідерландська тенісистка.
Найвищим досягненням на турнірах Великого шолома було 3 коло в одиночному та парному розрядах.

## Фінали

### Парний розряд (2 поразки)
| Результат | W/L | Дата     | Турнір                     | Покриття | Партнерка     | Суперниці                  | Рахунок  |
| --------- | --- | -------- | -------------------------- | -------- | ------------- | -------------------------- | -------- |
| Поразка   | 0–1 | Січ 1968 | ASB Classic, Нова Зеландія | Трава    | Астрід Сюрбек | Керрі Мелвілл Гейл Шанфро  | 0–6, 2–6 |
| Поразка   | 0–2 | Кві 1969 | Борнмут, Англія            | Тверде   | Марейке Янсен | Маргарет Корт Джуді Тегарт | 1–6, 4–6 |